# Operace Dunaj (film)
Operace Dunaj (polsky Operacja Dunaj) je česko-polský komediálně-dramatický film z roku 2009 režírovaný Jackem Głombou.
Během 17 dní promítání v polských kinech dosáhly tržby 1 310 976 zlotých.

## Synopse
Děj filmu začíná v noci z 20. na 21. srpna 1968. V reakci na politiku československého prvního tajemníka KSČ Alexandra Dubčeka a tzv. pražské jaro se vojska zemí Varšavské smlouvy vydávají na intervenci do země, známou jako operace Dunaj. Do Hradce Králové vyráží také Beruška, opotřebovaný tank T-34/85, který ještě za druhé světové války zničil v Československu několik německých Tigerů a který od té doby slouží jako památník ve své mateřské jednotce. Posádku Berušky tvoří seržant Edward Kotwicz, veterán, nyní velitel tanku a také strýc Jasia, dalšího člena posádky. Jaś se neustále přirovnává k Jankovi ze seriálu Čtyři z tanku a pes a věří, že jedou do Prahy zachránit Čechy před Němci. Na cestě je i student Florian, milovník Čechů, a řidič Romek. Tank však nedojede do cíle – po několika kilometrech za hranicemi skončí v klidné vesnici, kde omylem narazí do hostince. Při nárazu se porouchá jeden z pásů, což Berušku na dlouhou dobu znehybní. Nehoda přeruší v hostinci rozlučkový večírek pro odcházejícího přednostu stanice Michala Kulky, kterého se zúčastnila velká část vesnice. Příjezd cizích vojáků obrátí život celé místní komunity vzhůru nohama. Vztahy mezi místními obyvateli a okupanty se vyvíjejí od krajně nepřátelských až po hluboké přátelství, vzájemné porozumění a v některých případech i lásku.

## Obsazení
| Maciej Stuhr            | střelec Florian Sapieżyński                          |
| Maciej Nawrocki         | nakladač Jasiu Jamroży                               |
| Przemysław Bluszcz      | desátník Romek Kwaśny, řidič tanku                   |
| Bogdan Grzeszczak       | seržant Edward Kotwicz, velitel Berušky, strýc Jasia |
| Jiří Menzel             | závorář Oskar Hazuka                                 |
| Eva Holubová            | barmanka Andrea Čapková, matka Petry i Lidky         |
| Jaroslav Dušek          | Gustav Kapsa                                         |
| Boleslav Polívka        | Jiří Holub                                           |
| Rudolf Hrušínský mladší | přednosta stanice Michal Kulka                       |
| Zbigniew Zamachowski    | kapitán Czesław Grążel                               |
| Joanna Gonschorek       | major Czesława Grążlowa                              |
| Tomasz Kot              | poručík January Jakubczak                            |
| Monika Zoubková         | Helenka                                              |
| Martha Issová           | Petra Čapková                                        |
| Magda Biegańska         | Lidka Holubová                                       |
| Jan Budař               | Ota, bratr Helenky                                   |
| Jakub Kotyński          |                                                      |